# Кордеро, Юлен
Ю́лен Корде́ро Гонса́лес (также по-русски пишут Хулен; исп. Julen Cordero González; род. 3 июля 2001, Коста-Рика) — коста-риканский футболист, нападающий клуба «Депортиво Саприсса».

## Клубная карьера
Кордеро — воспитанник клуба «Депортиво Саприсса». 22 октября 2017 года в матче против столичной «Сантос де Гуапилес» он дебютировал в чемпионате Коста-Рики, в возрасте 16 лет.

## Международная карьера
В 2017 году Кордеро в составе юношеской сборной Коста-Рики принял участие в юношеском чемпионате КОНКАКАФ в Панаме. На турнире он сыграл в матчах против команд Канады, Суринама, Панамы и Мексики. В поединке против суринамцев Юлен забил гол.
В том же году Кордеро принял участие в юношеском чемпионате мира в Индии. На турнире он сыграл в матчах против сборных Германии, Гвинеи и Ирана.